# Communauté de communes du Canton de Pont de Veyle
Die Communauté de communes du Canton de Pont de Veyle ist ein ehemaliger französischer Gemeindeverband mit Rechtsform einer Communauté de communes im Département Ain, dessen Verwaltungssitz sich in dem Ort Pont-de-Veyle befand.
Der Gemeindeverband bestand seit seiner Gründung am 1. Dezember 1998 aus den zwölf Gemeinden des ehemaligen Kantons Pont-de-Veyle und zählte 13.198 Einwohner (Stand 2013) auf einer Fläche von 123,5 km2. Präsident des Gemeindeverbandes war zuletzt Christophe Greffet.

## Aufgaben
Zu den vorgeschriebenen Kompetenzen gehörten die Entwicklung und Förderung wirtschaftlicher Aktivitäten und des Tourismus sowie die Raumplanung auf Basis eines Schéma de Cohérence Territoriale. Der Gemeindeverband betrieb die Müllabfuhr und -entsorgung. Zusätzlich baute und unterhielt der Verband Sporteinrichtungen und bestimmte die Wohnungsbaupolitik.

## Historische Entwicklung
Mit Wirkung vom 1. Januar 2017 wurde der Gemeindeverband mit der Communauté de communes des Bords de Veyle zur Nachfolgeorganisation Communauté de communes de la Veyle fusioniert.

## Ehemalige Mitgliedsgemeinden
| Gemeinde                | Einwohner 1. Januar 2022 | Fläche km² | Dichte Einw./km² | Code INSEE | Postleitzahl |
| ----------------------- | ------------------------ | ---------- | ---------------- | ---------- | ------------ |
| Bey                     | 290                      | 2,8        | 104              | 01042      | 01290        |
| Cormoranche-sur-Saône   | 1.165                    | 9,8        | 119              | 01123      | 01290        |
| Crottet                 | 1.844                    | 12,1       | 152              | 01134      | 01620        |
| Cruzilles-lès-Mépillat  | 951                      | 11,8       | 81               | 01136      | 01290        |
| Grièges                 | 1.909                    | 14,9       | 128              | 01179      | 01290        |
| Laiz                    | 1.292                    | 10,3       | 125              | 01203      | 01290        |
| Perrex                  | 861                      | 11,1       | 78               | 01291      | 01540        |
| Pont-de-Veyle           | 1.600                    | 1,9        | 842              | 01306      | 01290        |
| Saint-André-d’Huiriat   | 671                      | 9,0        | 75               | 01334      | 01290        |
| Saint-Cyr-sur-Menthon   | 1.867                    | 16,9       | 110              | 01343      | 01380        |
| Saint-Genis-sur-Menthon | 488                      | 11,6       | 42               | 01355      | 01380        |
| Saint-Jean-sur-Veyle    | 1.154                    | 11,2       | 103              | 01365      | 01290        |